# Eo ipso
Az "eo ipso" latin kifejezés, jelentése magyarul "önmagában", "magától értetődően", vagy "éppen ezért"
- Latin eredet: A kifejezés a latin "eo ipso" szavakból származik, ami szó szerint azt jelenti, hogy "által" vagy "azon a tényen keresztül".
- Használata: A kifejezés arra utal, hogy valami önmagában is igaz, vagy egy adott tényből automatikusan következik.